# HAWW
HAWW는 대한민국의 음악 그룹이다. 2023년 미니 앨범 [HOW R U]로 데뷔했다.

## 음반
- HOW R U (2023)